# Psychotria nuda
Psychotria nuda là một loài thực vật có hoa trong họ Thiến thảo. Loài này được (Cham. & Schltdl.) Wawra miêu tả khoa học đầu tiên năm 1883.